# Sanem (roi des Mossi)

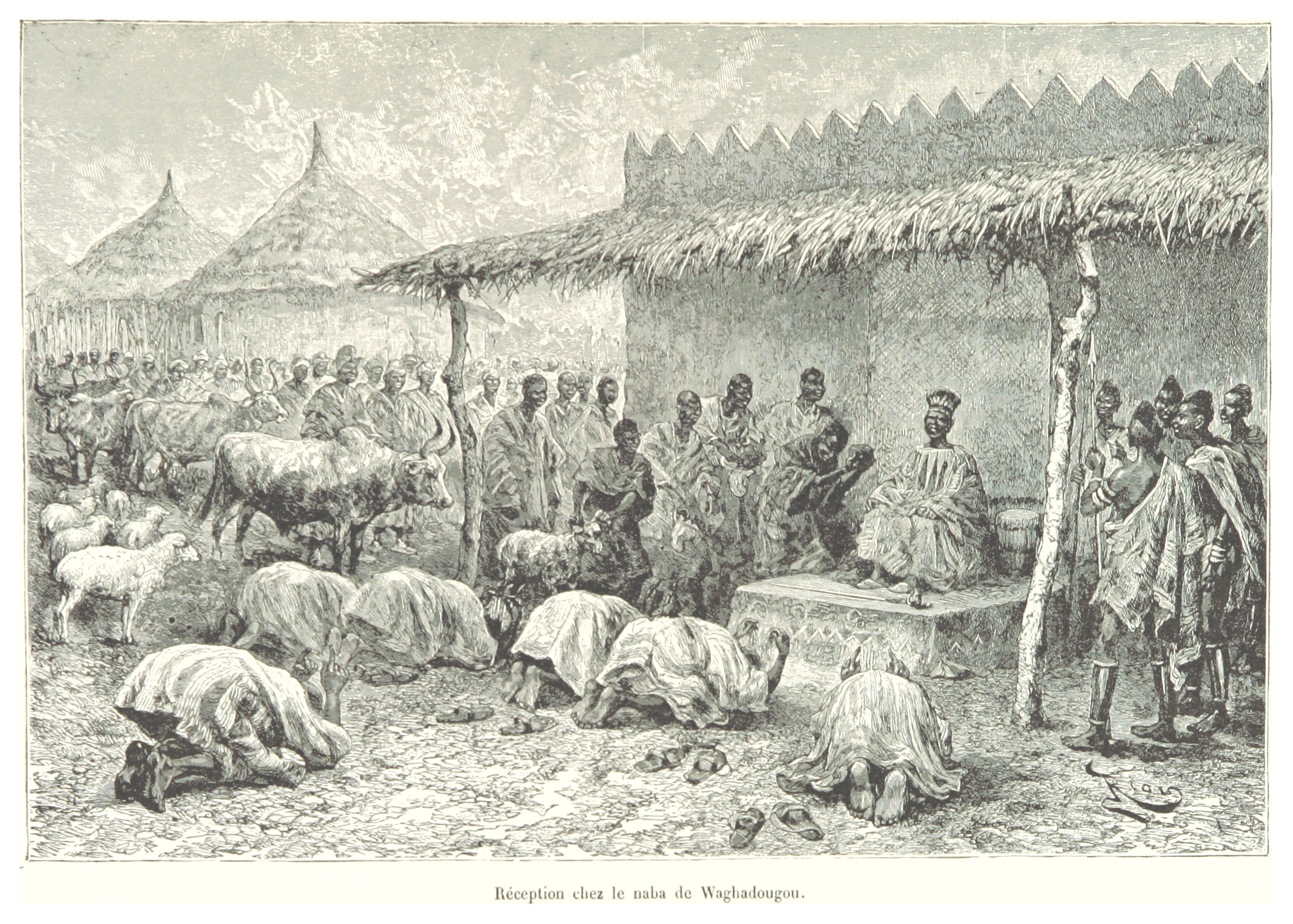
Naba Sanem, illustration extraite du récit de voyage de L-G. Binger, Du Niger au golfe de Guinée, Hachette, 1892, p. 463

Moro Naba Sanem (mort en 1889) était un roi (Moro Naba) de Ouagadougou au Burkina Faso intronisé en 1871 comme 31e Moro Naba.

## Biographie
Connu sous le nom d'Ahlassan (Alassane) dans sa jeunesse il est l'aîné des treize fils du Moro Naba Koutou à qui il succède à sa mort sous le nom de Moro Naba Sanem. Son frère cadet Boukary Koutou conteste son accession au trône et le conflit dure plusieurs mois jusqu'à ce que le prétendant soit exilé.
Naba Sanem doit faire la guerre à Boussouma et à Boulsa et la rébellion du Lallé perturbe la fin de son règne. C'est pendant ce règne que le européens atteignent pour la première fois Ouagadougou d'abord en septembre 1886 l'allemand Gottlob Krause et ensuite le français Louis-Gustave Binger.
Binger écrit à son sujet : « Autant Boukary Naba paraît distingué, autant Naba Sanom [sic] a l'air vulgaire. Ces deux frères n'ont aucune ressemblance. L'aîné, Naba Sanom, peut avoir de cinquante à cinquante-cinq ans environ. Il a le menton saillant et pointu et un peu le nez sémitique ; sa voix est enrouée et rauque. L'ensemble n'a rien de royal. Je l'ai toujours vu vêtu d'un boubou dit karfo et coiffé d'un petit bonnet brodé en forme de toque [...]. Si Naba Sanom n'est pas joli, on peut dire que ses femmes sont sans exception hideuses ».
D'abord bien accueilli, celui-ci change d'attitude envers Binger lorsqu'il apprend qu'il veut se rendre dans le Yatenga. Par ailleurs, il était aussi alors son débiteur d'une forte somme. Empêché ainsi de continuer, Binger le quitte le 10 juillet, en compagnie d'une petite fille que Sanem lui a donné, Haïda, et rejoint Boukary.
Malgré les conseils des devins qui lui recommandent de prendre comme épouse une femme peul, Sanem n'a pas d'héritier mâle mais seulement une fille nommée Aminata. À sa mort en 1889 son frère Boukary Koutou oblige les électeurs Mossi à le choisir comme successeur et il monte sur le trône sous le nom de Moro Naba Wobgho.